# Hemerobius simulans
Hemerobius simulans is een insect uit de familie van de bruine gaasvliegen (Hemerobiidae), die tot de orde netvleugeligen (Neuroptera) behoort. 
De wetenschappelijke naam van de soort is voor het eerst geldig gepubliceerd in 1853 door Francis Walker.